# بيشوا اجتماع

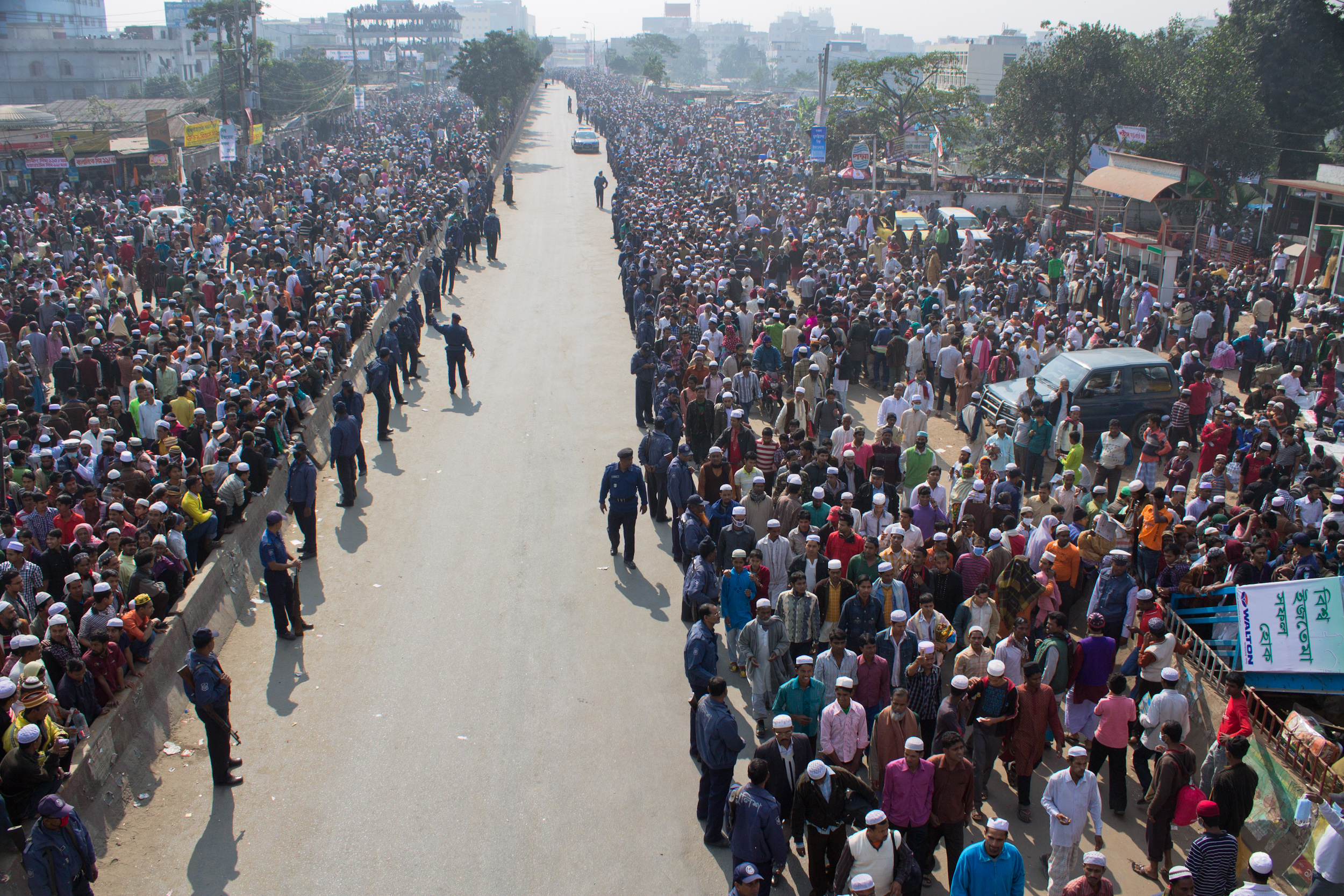
صورة من اجتماع 1433 هـ.

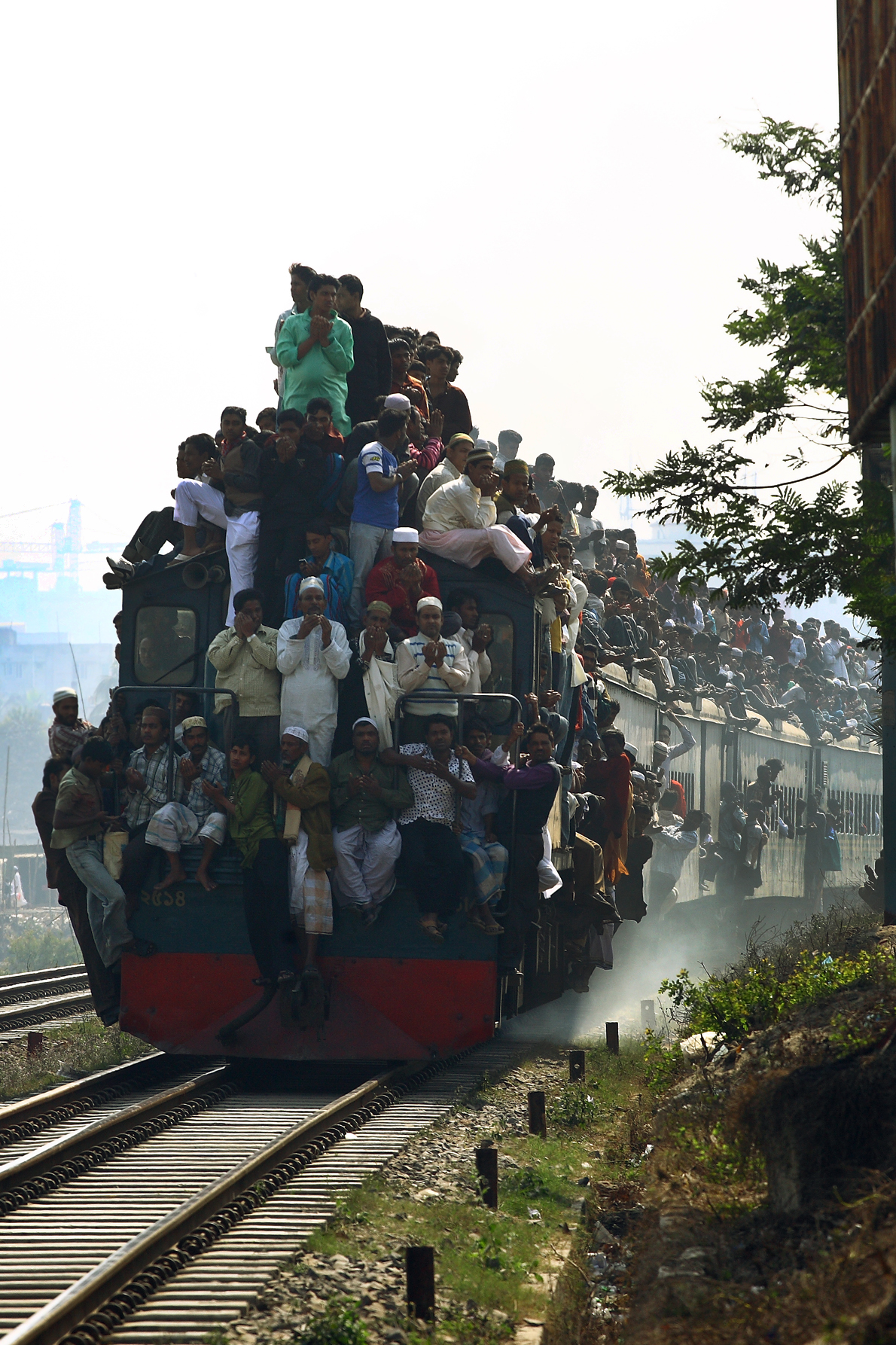
مسلمون وهم في طريقهم للإجتماع.

بيشوا اجتماع هو اجتماع سنوي لجماعة التبليغ، يقام على ضفاف نهر توراج في مدينة تونغي البنغلادشية. قيل انه أكبر تجمع للمسلمين بعد الحج.